# Státusházak
A Státusházak a kolozsvári Fő tér  keleti oldalának műemléképületei. A romániai műemlékek  jegyzékében a CJ-II-a-A-07383 sorszámon szerepelnek.
A név eredete, hogy az épületek az Erdélyi Római Katolikus Státus birtokában voltak. Ugyancsak ezen a néven ismertek a Sétatér szomszédságában, szintén a katolikusok által épített bérházak.

## Történetük
Az épületek története összefügg a Szentegyház utca kialakulásával, amely a 17. századig csak a Bolyai utcáig terjedt, s csak 1899-ben hosszabbították meg a Fő térig. Ekkor javasolta Groisz Gusztáv főgondnok, hogy az utcanyitással egyidejűleg új bérházakat is építsenek. E terv miatt az itt álló négy reneszánsz házat el kellett bontani. A Gyergyai-ház ekkor a Frank Kis család tulajdona volt, akik porcelán- és üvegraktárnak használták. A másik két ház báró Radák Istvánné, gróf Rhédey Klára tulajdona volt. Ebben működött Balogh József puskaműves és mechanikus műhelye. A Bánffy-palota mellett az úgynevezett Tivoli-ház állt, amit a katolikus árvaház használt. Ez az épület eleve a katolikus egyházé volt, a két Radák-házat kárpótlásul kapták a várostól a Szent Mihály-templom körüli épületek lebontásáért, a negyediket pedig megvásárolták a Frank Kis-örökösöktől. 1898 áprilisában a Hauszmann és Társa cég elkezdte a bontást, majd az építést.
Az Alpár Ignác tervezte, újdonságszámba menő, neobarokk zárt loggiás paloták földszintjein nagyvárosias, elegáns portálú üzletek nyíltak. A két sarki palota tetején három-három – a Szentháromságra utaló – kereszttel díszített harangmotívum jelezte az épületek jellegét, hovatartozását. Északi szárnya főtéri sarokrészében nyitotta meg irodáit a Triesti Általános Biztosító Társaság Főügynöksége, a földszinten Haraszthy Jenő fűszerkereskedése csábította az ínyenceket. Felszámolásáig az egykori boltban működött az Állami Takarékpénztár (CEC). A palotának ezen a traktusán volt a Világ Panoráma hangzatos elnevezésű kiállítás. A déli épületben működött a város egyik leghíresebb kávéháza, a Kikaker, amelynek falait szecessziós festmények díszítették.

## Képek

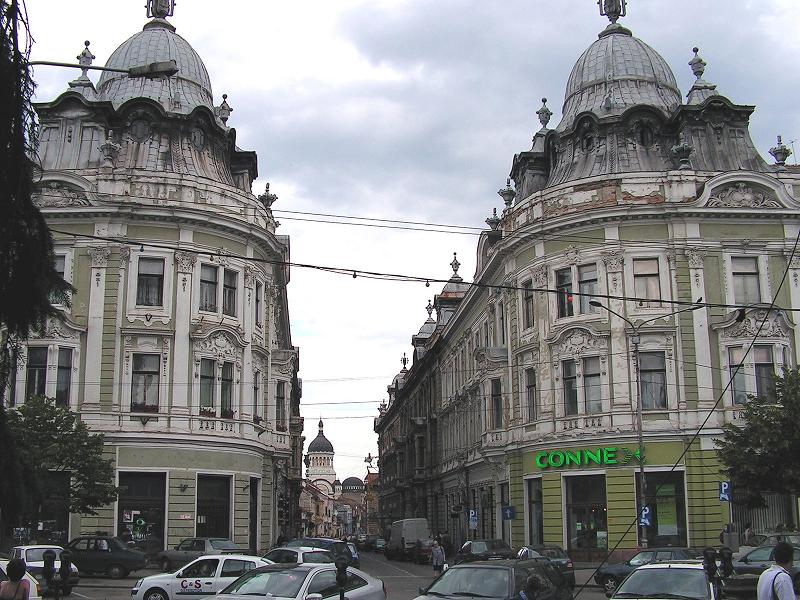
2005-ben
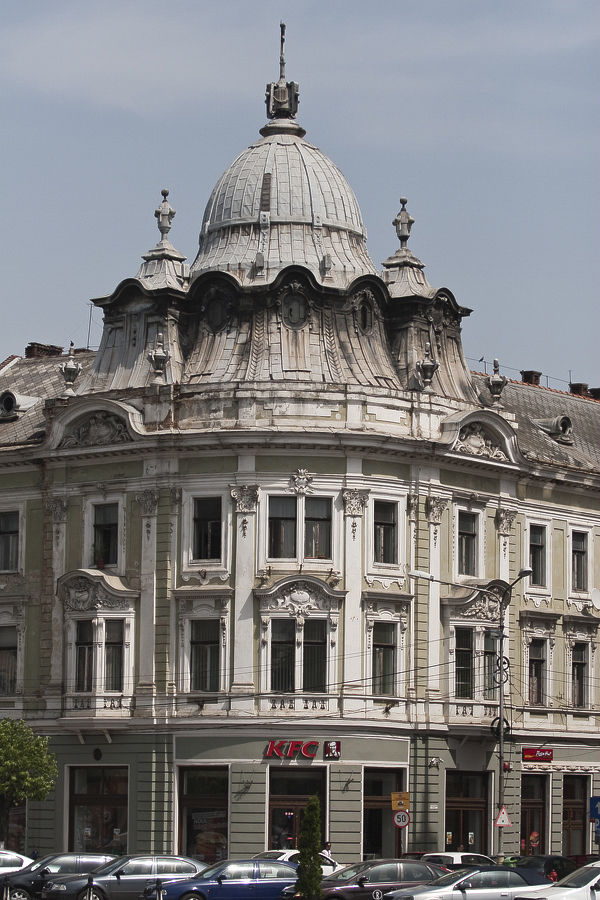
Az északi épület (Szentegyház utca 1.)
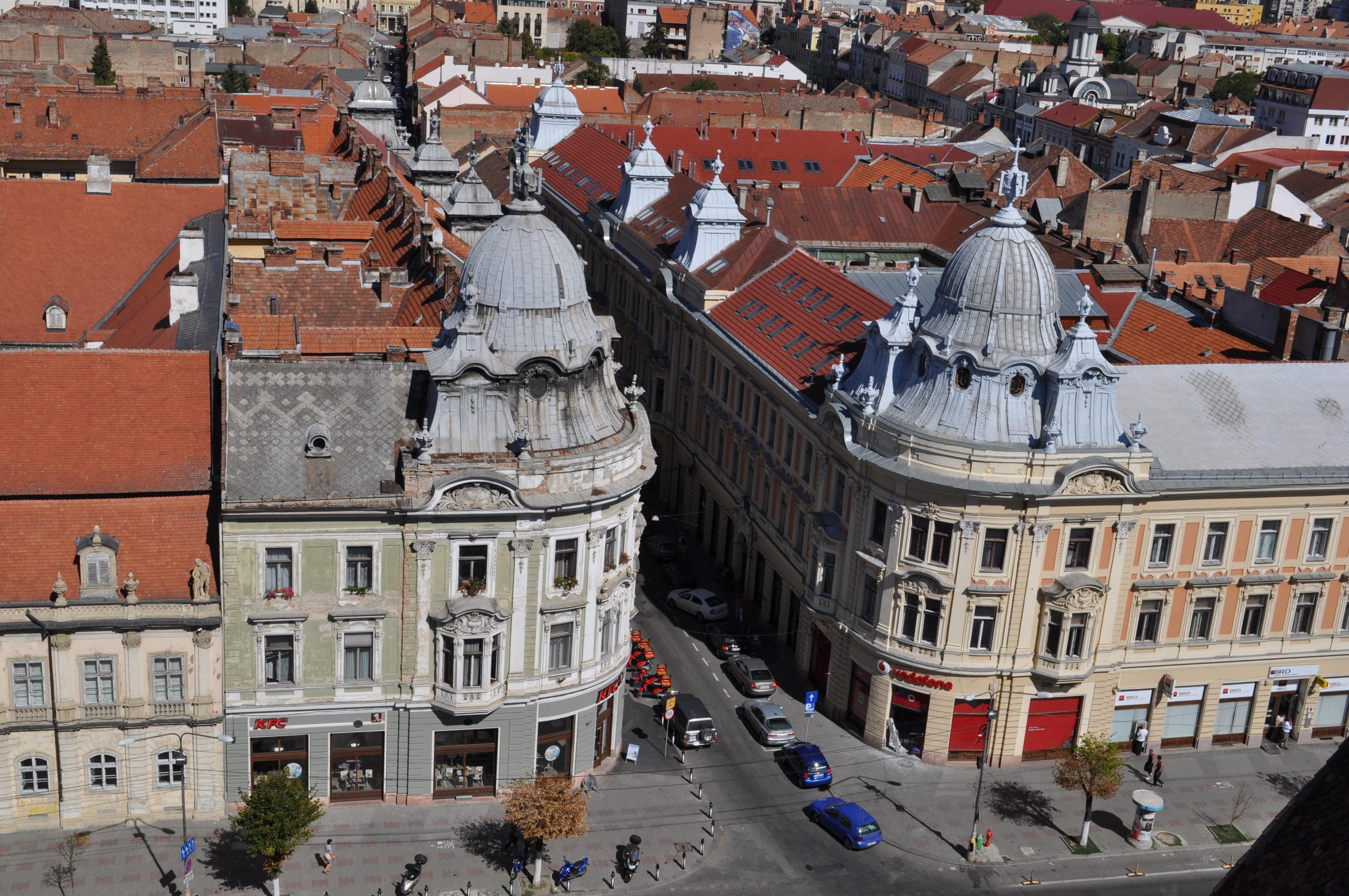
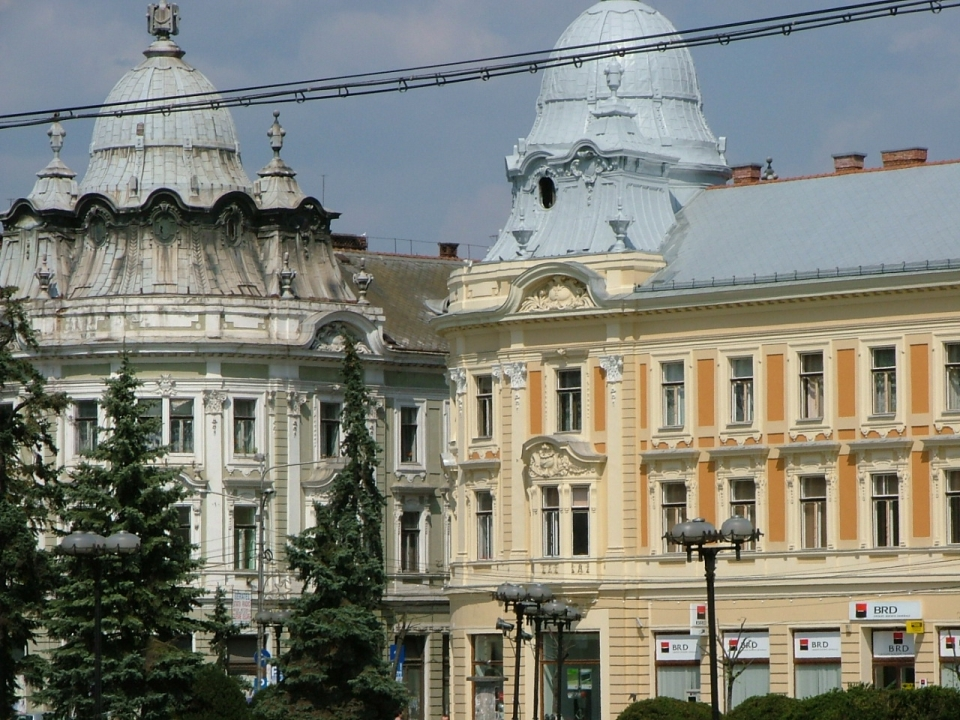
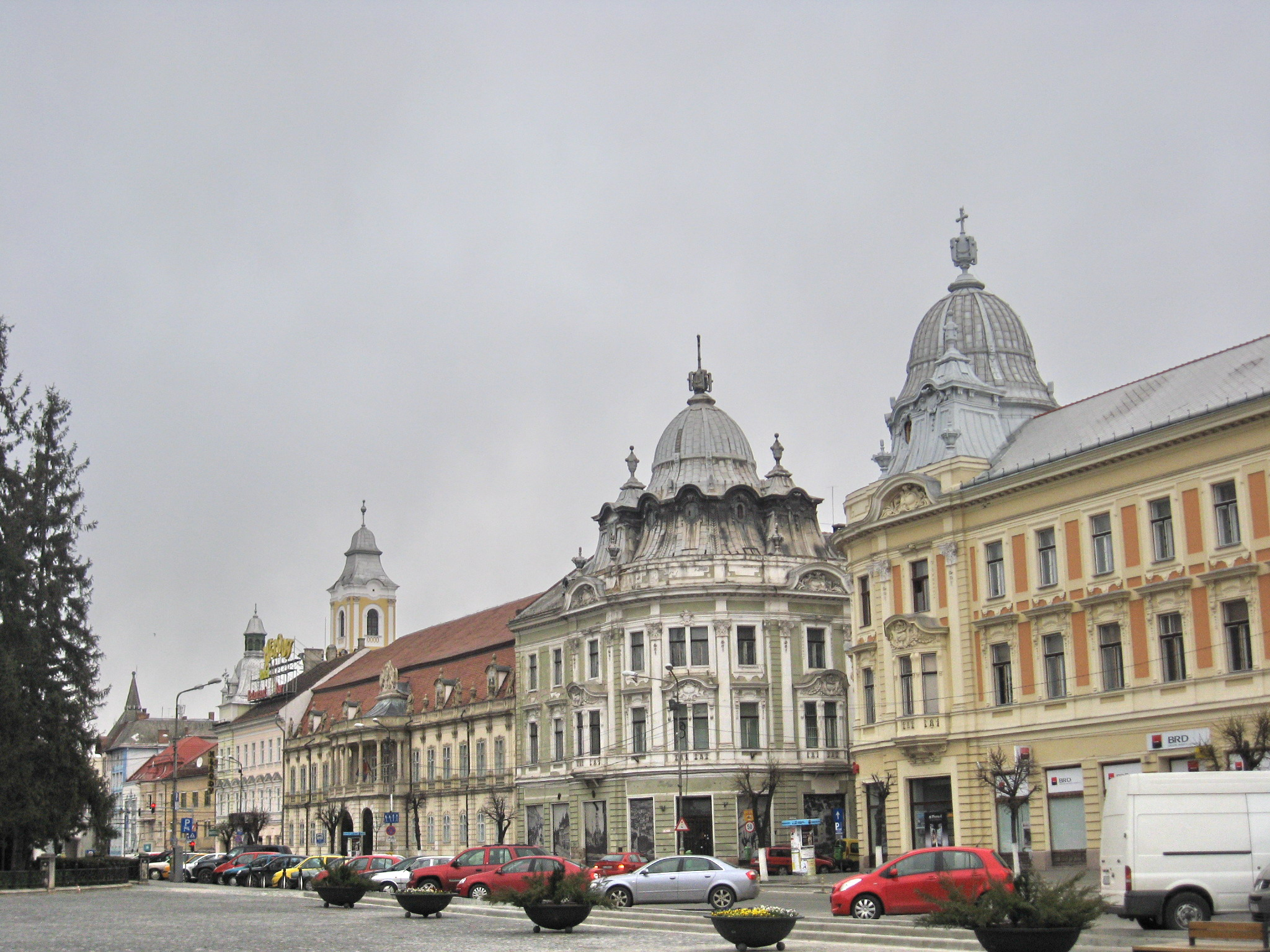
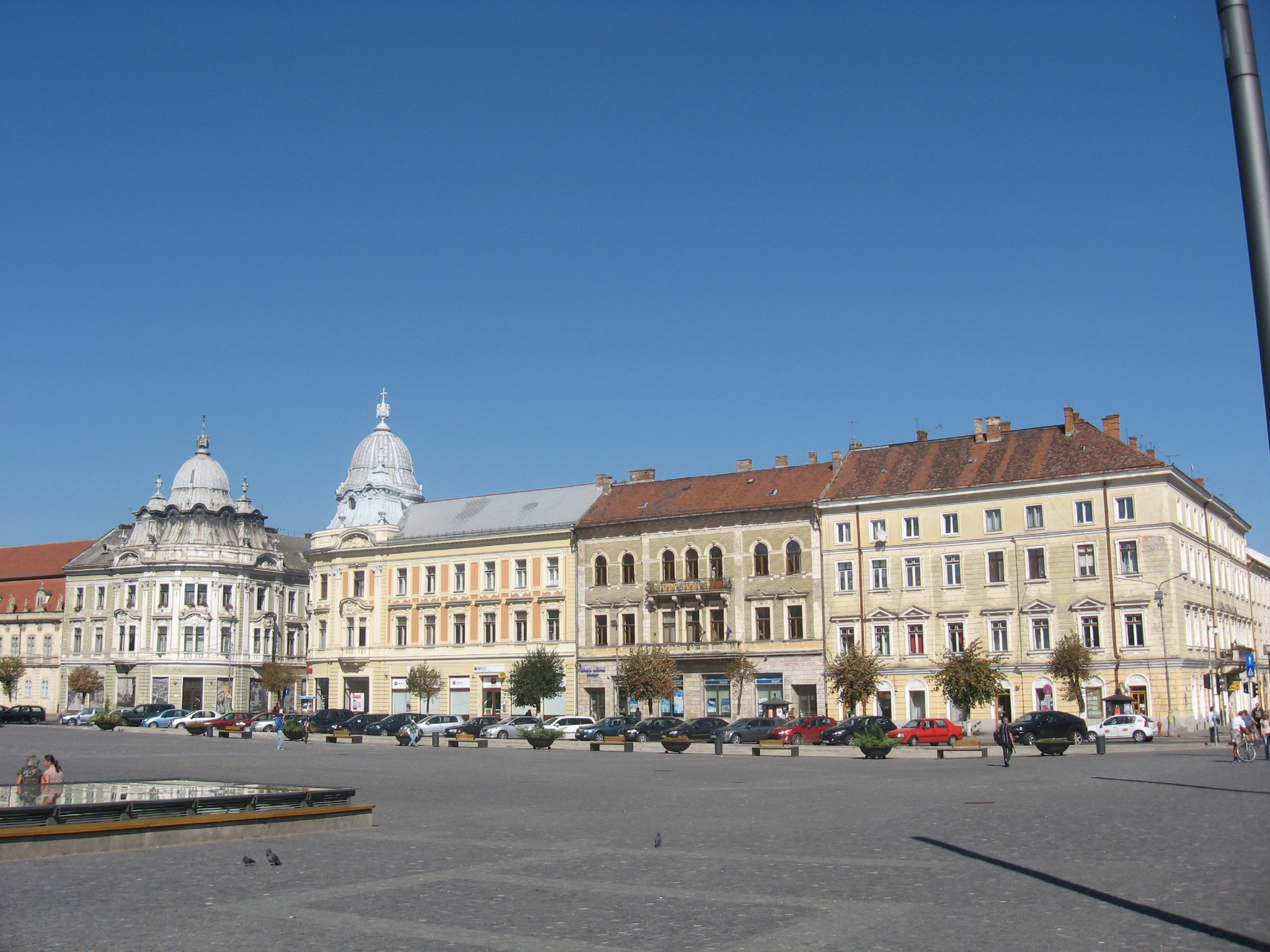
A Fő tér keleti oldala
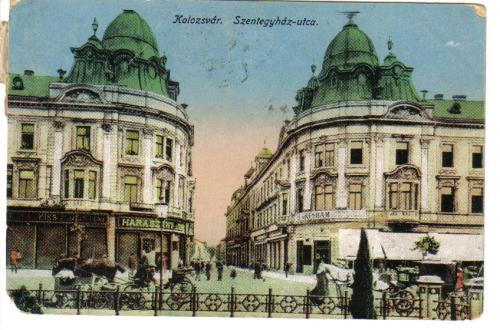
Képeslap 1911-ből